# Esferocitosi hereditària
L'esferocitosi hereditària (EH) és una malaltia autosòmica dominant, també coneguda com la síndrome de Chauffard-Minkowski, que produeix un tipus específic d'anèmia hemolítica acompanyat d'icterícia i esplenomegàlia.

## Patofisiologia
Es dona per diverses mutacions en els gens que codifiquen l'espectrina α i β, l'anquirina (anomenada també proteïna banda 2.1) i altres proteïnes integrals situades en la cara interna de la membrana cel·lular dels hematies, les quals causen deficiències crítiques quantitatives i funcionals en la fosforilació d'aquesta membrana, que fan que els glòbuls vermells siguin esfèrics al no poder mantenir la seva normal morfologia bicòncava. Aquests eritròcits deformats, també coneguts amb el nom d'esferòcits, tenen una fragilitat osmòtica augmentada i quantificable mitjançant una citometria de flux, són selectivament retinguts en la melsa i destruïts pels macròfags. Alguns procediments de citometria de flux tenen una sensibilitat del 93 per cent, amb independència del tipus de defecte molecular i del fenotip clínic de la malaltia, juntament amb una especificitat del 98 per cent a l'hora de diagnosticar l'EH. A més dels símptomes típics, molts nens amb EH presenten baix nivell sèric d'osteocalcina, diarrees, pal·lidesa, fatiga i intolerància a l'exercici. L'EH és la tercera causa d'anèmia hemolítica durant el període neotatal i té un ampli ventall de manifestacions que va des de casos asimptomàtics a la hidropesia fetal. En els nounats, el primer signe de la malaltia és una hiperbilirubinèmia no relacionada amb la incompatibilitat de grup sanguini AB0. Alguns casos singulars amb nivells de bilirubina molt alts poden desenvolupar un kernicterus. La gravetat de l'anèmia és un indicador del grau d'hemòlisi. Una complicació freqüent de l'EH és la litiasi biliar, causada per la formació de càlculs pigmentaris de bilirubinat càlcic. Unes altres, molt menys comunes, són el desenvolupament d'una colèstasi intrahepàtica, d'hemocromatosi, d'una síndrome nefròtica per glomerulonefritis membranoproliferativa, d'obstrucció de la via biliar en casos d'EH infantil, d'hidropesia fetal no immunitària o d'un pseudotumor paravertebral relacionat amb l'aparició d'eritropoesi extramedul·lar. S'ha descrit algun rar cas d'infart de la medul·la espinal en persones afectades per aquest trastorn genètic, d'hematopoesi extramedul·lar paraespinal amb limfoma fol·licular concurrent en un cas d'EH, de coexistència de síndrome de Gilbert o de síndrome de Dubin-Johnson i EH, de presència combinada de malaltia de Moyamoya (un tipus de vasculopatia cerebral) i EH, d'EH i leucèmia mielocítica crònica concomitant, de coincidència de beta-talassèmia o d'alfa-talassèmia i esferocitosi hereditària en un mateix individu, de nefropatia per IgA associada, de sobrecàrrega de ferro orgànic en el sèrum sanguini de malalts amb EH o de crisi aplàstica (hipoplàsia o aplàsia dels eritròcits medul·lars, disminució del nombre de reticulòcits en sang circulant i anèmia greu) induïda per la infecció pel parvovirus humà B19 en un adult amb EH. Poques vegades, la infecció pel virus d'Epstein-Barr és l'origen d'un infart esplènic en persones que pateixen aquesta malaltia. En certs casos, la pràctica d'una esplenectomia subtotal laparoscòpica o total convencional augmenta el temps de vida mitjà dels eritròcits, redueix la gravetat de l'anèmia i millora diversos signes fisiològics de l'EH. L'embolització superselectiva parcial esplènica és una opció quirúrgica conservadora, efectiva i segura, per a nens amb EH moderada o greu.

## Diagnosi diferencial
El seu diagnòstic diferencial inclou l'eliptocitosi hereditària, l'estomatocitosi hereditària, la piropoiquilocitosi hereditària, la pseudohipercalèmia familiar, la deficiència de piruvat cinasa, la deficiència de glucosa-6-fosfat-deshidrogenasa, l'anèmia hemolítica autoimmunitària, l'anèmia diseritropoètica congènita de tipus II, la sèpsia per Clostridium perfringens o l'ovalocitosi del Sudest asiàtic.